# Dieta Nacional
La Dieta Nacional (国会 kokkai?) es la asamblea u órgano máximo de poder de Japón de acuerdo con la Constitución japonesa. Se compone de una Cámara Baja, la Cámara de Representantes, y una Cámara Alta, la Cámara de Consejeros. 
Ambas cámaras de la Dieta son elegidas mediante sufragio universal por todos los ciudadanos mayores de 20 años bajo un sistema de voto paralelo. Además de aprobar leyes, a la Dieta le corresponde elegir al primer ministro. La Dieta se convocó por primera vez como Dieta Imperial en 1889 como resultado de la adopción de la Constitución Meiji. La Dieta actual se constituyó en 1947, con la adopción de la constitución de la posguerra, la cual la nombra como el órgano más alto del poder estatal. El edificio de la Dieta se encuentra en Nagatachō, Chiyoda, Tokio.

## Funcionamiento
La Dieta es el "único órgano legislativo del Estado". Toda ley debe seguir un proceso hasta su aprobación final en ella. Además tiene otras funciones importantes, como la aprobación de los presupuestos de la Nación, la ratificación de Tratados Internacionales y la puesta en marcha de propuestas formales para enmendar la Constitución.
Se celebran tres categorías de sesiones en la Dieta: ordinaria, extraordinaria, y especial. La sesión ordinaria, se convoca en enero, una vez al año, con un término de 150 días, desempeña el papel principal porque es donde los miembros de la Dieta deliberan los Presupuestos para el año siguiente y las leyes necesarias para poner en ejecución tales Presupuestos.
Está formada por dos cámaras según las Elecciones generales de Japón de 2024:
- Cámara de Representantes es la cámara baja.
- Cámara de Consejeros es la cámara alta.